# Kepler-372d
Kepler-372d es un planeta extrasolar que forma parte de un sistema planetario formado por al menos tres planetas. Orbita la estrella denominada Kepler-372. Fue descubierto en el año 2014 por la sonda Kepler por medio de tránsito astronómico.